# Altavalle
Altavalle è un comune italiano di 1 643 abitanti della provincia autonoma di Trento in Trentino-Alto Adige; si tratta di un comune sparso, istituito il 1º gennaio 2016 per fusione dei territori comunali di Faver (sede comunale), Grauno, Grumes e Valda.

## Storia
Il nuovo CAP 38092 entra in vigore il 18 aprile 2016 e sostituisce il vecchio 38030.

### Simboli
Lo stemma e il gonfalone sono stati approvati con deliberazione della Giunta provinciale n. 1026 del 15 giugno 2018.
Stemma
Lo scudo è coronato dalla consueta corona muraria da Comune d'argento in guisa di muratura con quattro porte di nero di cui tre visibili con cordonature ai margini, sormontata da una cortina formata da 16 beccatelli ad arco di cui nove visibili ciascuno sormontato da un merlo ghibellino e ornato in basso da due serti uno d'alloro e l'altro di quercia uniti al centro da un nastro annodato.»
Gonfalone

## Monumenti e luoghi d'interesse

### Architetture religiose
- Chiesa della Conversione di San Paolo nella frazione di Valda[6]
- Chiesa dei Santi Filippo e Giacomo nella frazione di Faver[7]
- Chiesa di Santa Lucia nella frazione di Grumes[8]
- Chiesa della Madonna di Caravaggio nella frazione di Masi di Grumes[9]
- Chiesa di San Martino nella frazione di Grauno[10]

## Società

### Evoluzione demografica
Abitanti censiti

## Amministrazione
| Periodo         | Periodo       | Primo cittadino | Partito      | Carica                  | Note   |
| --------------- | ------------- | --------------- | ------------ | ----------------------- | ------ |
| 1º gennaio 2016 | 8 maggio 2016 | Giuliano Sighel |              | Commissario prefettizio | [ 12 ] |
| 9 maggio 2016   | in carica     | Matteo Paolazzi | Lista civica | Sindaco                 | [ 13 ] |